# Olympische Sommerspiele 1968/Teilnehmer (Polen)
| Gelbes Symbol für Goldmedaillen mit stilisierten Olympischen Ringen | Graues Symbol für Silbermedaillen mit stilisierten Olympischen Ringen | Braundes Symbol für Bronzemedaillen mit stilisierten Olympischen Ringen |
| ------------------------------------------------------------------- | --------------------------------------------------------------------- | ----------------------------------------------------------------------- |
| 5                                                                   | 2                                                                     | 11                                                                      |

Polen nahm an den Olympischen Sommerspielen 1968 in Mexiko-Stadt mit einer Delegation von 177 Athleten (140 Männer und 37 Frauen) an 112 Wettkämpfen in 16 Sportarten teil. 
Die polnischen Sportler gewannen fünf Gold-, zwei Silber- und elf Bronzemedaillen, womit Polen den elften Platz im Medaillenspiegel belegte. Olympiasieger wurden die Leichtathletin Irena Szewińska über 200 Meter, der Boxer Jerzy Kulej im Halbweltergewicht, der Fechter Jerzy Pawłowski mit dem Säbel, der Sportschütze Józef Zapędzki mit der Schnellfeuerpistole und der Gewichtheber Waldemar Baszanowski im Leichtgewicht. Baszanowski war zudem Fahnenträger bei der Eröffnungsfeier.

## Teilnehmer nach Sportarten

### Basketball
- 6. Platz
Adam Niemiec
Andrzej Kasprzak
Bohdan Likszo
Bolesław Kwiatkowski
Czesław Malec
Edward Jurkiewicz
Grzegorz Korcz
Henryk Cegielski
Kazimierz Frelkiewicz
Mieczysław Łopatka
Włodzimierz Trams
Andrzej Pasiorowski

### Boxen
- Hubert Skrzypczak
Halbfliegengewicht: Bronze

- Artur Olech
Fliegengewicht: Silber

- Jan Gałązka
Bantamgewicht: in der 1. Runde ausgeschieden

- Jan Wadas
Federgewicht: in der 1. Runde ausgeschieden

- Józef Grudzień
Leichtgewicht: Silber

- Jerzy Kulej
Halbweltergewicht: Gold

- Marian Kasprzyk
Weltergewicht: in der 1. Runde ausgeschieden

- Witold Stachurski
Halbmittelgewicht: in der 1. Runde ausgeschieden

- Wiesław Rudkowski
Mittelgewicht: im Viertelfinale ausgeschieden

- Stanisław Dragan
Halbschwergewicht: Bronze

- Lucjan Trela
Schwergewicht: im Achtelfinale ausgeschieden

### Fechten
Männer
- Witold Woyda
Florett: 9. Platz
Florett Mannschaft: Bronze

- Ryszard Parulski
Florett: 13. Platz
Florett Mannschaft: Bronze

- Adam Lisewski
Florett: 17. Platz
Florett Mannschaft: Bronze

- Egon Franke
Florett Mannschaft: Bronze

- Zbigniew Skrudlik
Florett Mannschaft: Bronze

- Henryk Nielaba
Degen: 7. Platz
Degen Mannschaft: Bronze

- Bohdan Gonsior
Degen: 9. Platz
Degen Mannschaft: Bronze

- Bohdan Andrzejewski
Degen: 17. Platz
Degen Mannschaft: Bronze

- Kazimierz Barburski
Degen Mannschaft: Bronze

- Michał Butkiewicz
Degen Mannschaft: Bronze

- Jerzy Pawłowski
Säbel: Gold 
Säbel Mannschaft: 5. Platz

- Józef Nowara
Säbel: 6. Platz
Säbel Mannschaft: 5. Platz

- Emil Ochyra
Säbel: im Viertelfinale ausgeschieden
Säbel Mannschaft: 5. Platz

- Franciszek Sobczak
Säbel Mannschaft: 5. Platz

- Zygmunt Kawecki
Säbel Mannschaft: 5. Platz

Frauen
- Kamilla Składanowska
Florett: in der 1. Runde ausgeschieden
Florett Mannschaft: 7. Platz

- Elżbieta Franke
Florett: in der 1. Runde ausgeschieden
Florett Mannschaft: 7. Platz

- Halina Balon
Florett: in der 1. Runde ausgeschieden
Florett Mannschaft: 7. Platz

- Wanda Fukała-Kaczmarczyk
Florett Mannschaft: 7. Platz

- Elżbieta Pawlas
Florett Mannschaft: 7. Platz

### Gewichtheben
- Henryk Trębicki
Bantamgewicht: Bronze

- Jan Wojnowski
Federgewicht: 4. Platz

- Mieczysław Nowak
Federgewicht: 5. Platz

- Waldemar Baszanowski
Leichtgewicht: Gold

- Marian Zieliński
Leichtgewicht: Bronze

- Norbert Ozimek
Halbschwergewicht: Bronze

- Marek Gołąb
Mittelschwergewicht: Bronze

### Kanu
Männer
- Władysław Szuszkiewicz
Einer-Kajak 1000 m: 4. Platz

- Ewald Janusz
Vierer-Kajak 1000 m: 8. Platz

- Ryszard Marchlik
Vierer-Kajak 1000 m: 8. Platz

- Rafał Piszcz
Vierer-Kajak 1000 m: 8. Platz

- Władysław Zieliński
Vierer-Kajak 1000 m: 8. Platz

Frauen
- Stanisława Szydłowska
Einer-Kajak 500 m: im Halbfinale ausgeschieden

- Izabella Antonowicz-Szuszkiewicz
Zweier-Kajak 500 m: 9. Platz

- Jadwiga Doering
Zweier-Kajak 500 m: 9. Platz

### Leichtathletik
Männer
- Marian Dudziak
100 m: im Viertelfinale ausgeschieden
4-mal-100-Meter-Staffel: 8. Platz

- Wiesław Maniak
100 m: im Vorlauf ausgeschieden
4-mal-100-Meter-Staffel: 8. Platz

- Zenon Nowosz
100 m: im Vorlauf ausgeschieden
4-mal-100-Meter-Staffel: 8. Platz

- Edward Romanowski
200 m: im Halbfinale ausgeschieden
4-mal-100-Meter-Staffel: 8. Platz

- Andrzej Badeński
400 m: 7. Platz
4-mal-400-Meter-Staffel: 4. Platz

- Jan Werner
400 m: im Halbfinale ausgeschieden
4-mal-400-Meter-Staffel: 4. Platz

- Jan Balachowski
400 m: im Viertelfinale ausgeschieden
4-mal-400-Meter-Staffel: 4. Platz

- Henryk Szordykowski
800 m: im Vorlauf ausgeschieden
1500 m: 7. Platz

- Edward Stawiarz
5000 m: im Vorlauf ausgeschieden
10.000 m: Rennen nicht beendet

- Roland Brehmer
5000 m: im Vorlauf ausgeschieden

- Wilhelm Weistand
400 m Hürden: im Vorlauf ausgeschieden

- Jan Cych
3000 m Hindernis: im Vorlauf ausgeschieden

- Stanisław Grędziński
4-mal-400-Meter-Staffel: 4. Platz

- Mieczysław Rutyna
20 km Gehen: 26. Platz
50 km Gehen: 22. Platz

- Andrzej Stalmach
Weitsprung: 8. Platz

- Józef Szmidt
Dreisprung: 7. Platz

- Jan Jaskólski
Dreisprung: 14. Platz

- Władysław Komar
Kugelstoßen: 6. Platz

- Edmund Piątkowski
Diskuswurf: 7. Platz

- Lech Gajdziński
Diskuswurf: 18. Platz

- Władysław Nikiciuk
Speerwurf: 4. Platz

- Janusz Sidło
Speerwurf: 7. Platz

Frauen
- Irena Szewińska
100 m: Bronze 
200 m: Gold 
4-mal-100-Meter-Staffel: im Vorlauf ausgeschieden
Weitsprung: 16. Platz

- Danuta Straszyńska
80 m Hürden: 6. Platz
4-mal-100-Meter-Staffel: im Vorlauf ausgeschieden

- Elżbieta Żebrowska
80 m Hürden: 7. Platz

- Teresa Sukniewicz
80 m Hürden: im Halbfinale ausgeschieden

- Urszula Jóźwik
4-mal-100-Meter-Staffel: im Vorlauf ausgeschieden

- Mirosława Sarna
Weitsprung: 5. Platz
4-mal-100-Meter-Staffel: im Vorlauf ausgeschieden

- Daniela Jaworska
Speerwurf: 5. Platz

- Lucyna Krawcewicz
Speerwurf: 12. Platz

### Radsport
- Marian Kegel
Straßenrennen: 10. Platz
Straße Mannschaftszeitfahren: 6. Platz

- Kazimierz Jasiński
Straßenrennen: 59. Platz

- Zygmunt Hanusik
Straßenrennen: 62. Platz

- Zenon Czechowski
Straßenrennen: Rennen nicht beendet
Straße Mannschaftszeitfahren: 6. Platz

- Jan Magiera
Straße Mannschaftszeitfahren: 6. Platz

- Andrzej Bławdzin
Straße Mannschaftszeitfahren: 6. Platz

- Janusz Kierzkowski
Bahn 1000 m Zeitfahren: Bronze 
Bahn 4000 m Mannschaftsverfolgung: 5. Platz

- Rajmund Zieliński
Bahn 4000 m Einerverfolgung: 10. Platz
Bahn 4000 m Mannschaftsverfolgung: 5. Platz

- Wojciech Matusiak
Bahn 4000 m Mannschaftsverfolgung: 5. Platz

- Wacław Latocha
Bahn 4000 m Mannschaftsverfolgung: 5. Platz

### Reiten
- Marian Kozicki
Springreiten: 35. Platz

- Antoni Pacyński
Springreiten: 38. Platz
Springreiten Mannschaft: 11. Platz

- Piotr Wawryniuk
Springreiten: 39. Platz
Springreiten Mannschaft: 11. Platz

- Jan Kowalczyk
Springreiten Mannschaft: 11. Platz

### Ringen
- Jan Michalik
Fliegengewicht, griechisch-römisch: in der 2. Runde ausschieden

- Józef Lipień
Bantamgewicht, griechisch-römisch: in der 3. Runde ausschieden

- Tadeusz Godyń
Federgewicht, griechisch-römisch: in der 2. Runde ausschieden
Federgewicht, Freistil: in der 2. Runde ausschieden

- Adam Ostrowski
Weltergewicht, griechisch-römisch: in der 3. Runde ausschieden

- Czesław Kwieciński
Mittelgewicht, griechisch-römisch: in der 4. Runde ausschieden

- Wacław Orłowski
Halbschwergewicht, griechisch-römisch: 6. Platz

- Edward Wojda
Schwergewicht, griechisch-römisch: in der 4. Runde ausschieden

- Zbigniew Żedzicki
Bantamgewicht, Freistil: 6. Platz

- Janusz Pająk
Leichtgewicht, Freistil: in der 4. Runde ausschieden

- Jan Wypiorczyk
Mittelgewicht, Freistil: in der 2. Runde ausschieden

- Ryszard Długosz
Halbschwergewicht, Freistil: 6. Platz

- Wiesław Bocheński
Schwergewicht, Freistil: in der 2. Runde ausschieden

### Rudern
- Zdzisław Bromek
Einer: 7. Platz

- Alfons Ślusarski
Zweier ohne Steuermann: 8. Platz

- Jerzy Broniec
Zweier ohne Steuermann: 8. Platz

### Schießen
- Józef Zapędzki
Schnellfeuerpistole 25 m: Gold

- Wacław Hamerliński
Schnellfeuerpistole 25 m: 16. Platz

- Paweł Małek
Freie Pistole 50 m: 5. Platz

- Rajmund Stachurski
Freie Pistole 50 m: 28. Platz

- Ryszard Fandier
Freies Gewehr Dreistellungskampf 300 m: 15. Platz
Kleinkalibergewehr Dreistellungskampf 50 m: 25. Platz

- Eugeniusz Pędzisz
Freies Gewehr Dreistellungskampf 300 m: 20. Platz

- Jerzy Nowicki
Kleinkalibergewehr Dreistellungskampf 50 m: 24. Platz
Kleinkalibergewehr liegend 50 m: 21. Platz

- Eulalia Rolińska
Kleinkalibergewehr liegend 50 m: 22. Platz

- Adam Smelczyński
Trap: 6. Platz

- Włodzimierz Danek
Skeet: 23. Platz

- Wiesław Gawlikowski
Skeet: 24. Platz

### Schwimmen
Männer
- Władysław Wojtakajtis
200 m Freistil: im Vorlauf ausgeschieden
400 m Freistil: im Vorlauf ausgeschieden
1500 m Freistil: im Vorlauf ausgeschieden

- Zbigniew Pacelt
200 m Freistil: im Vorlauf ausgeschieden
200 m Lagen: im Vorlauf ausgeschieden
400 m Lagen: im Vorlauf ausgeschieden

- Józef Klukowski
100 m Brust: im Halbfinale ausgeschieden
200 m Brust: im Vorlauf ausgeschieden

- Jacek Krawczyk
200 m Schmetterling: im Vorlauf ausgeschieden
200 m Lagen: im Vorlauf ausgeschieden
400 m Lagen: im Vorlauf ausgeschieden

### Segeln
- Andrzej Zawieja
Finn-Dinghy: 12. Platz

- Andrzej Iwiński
Flying Dutchman: 24. Platz

- Ludwik Raczyński
Flying Dutchman: 24. Platz

### Turnen
Männer
- Wilhelm Kubica
Einzelmehrkampf: 11. Platz
Boden: 21. Platz
Pferdsprung: 18. Platz
Barren: 9. Platz
Reck: 8. Platz
Ringe: 17. Platz
Seitpferd: 4. Platz
Mannschaftsmehrkampf: 5. Platz

- Mikołaj Kubica
Einzelmehrkampf: 13. Platz
Boden: 24. Platz
Pferdsprung: 13. Platz
Barren: 15. Platz
Reck: 25. Platz
Ringe: 13. Platz
Seitpferd: 8. Platz
Mannschaftsmehrkampf: 5. Platz

- Sylwester Kubica
Einzelmehrkampf: 31. Platz
Boden: 26. Platz
Pferdsprung: 63. Platz
Barren: 35. Platz
Reck: 51. Platz
Ringe: 58. Platz
Seitpferd: 26. Platz
Mannschaftsmehrkampf: 5. Platz

- Andrzej Gonera
Einzelmehrkampf: 38. Platz
Boden: 61. Platz
Pferdsprung: 43. Platz
Barren: 45. Platz
Reck: 51. Platz
Ringe: 28. Platz
Seitpferd: 42. Platz
Mannschaftsmehrkampf: 5. Platz

- Aleksander Rokosa
Einzelmehrkampf: 44. Platz
Boden: 51. Platz
Pferdsprung: 30. Platz
Barren: 55. Platz
Reck: 58. Platz
Ringe: 32. Platz
Seitpferd: 58. Platz
Mannschaftsmehrkampf: 5. Platz

- Jerzy Kruża
Einzelmehrkampf: 53. Platz
Boden: 60. Platz
Pferdsprung: 54. Platz
Barren: 69. Platz
Reck: 58. Platz
Ringe: 61. Platz
Seitpferd: 39. Platz
Mannschaftsmehrkampf: 5. Platz

Frauen
- Łucja Ochmańska
Einzelmehrkampf: 40. Platz
Boden: 43. Platz
Pferdsprung: 44. Platz
Stufenbarren: 44. Platz
Schwebebalken: 41. Platz
Mannschaftsmehrkampf: 10. Platz

- Wiesława Lech
Einzelmehrkampf: 42. Platz
Boden: 47. Platz
Pferdsprung: 65. Platz
Stufenbarren: 39. Platz
Schwebebalken: 38. Platz
Mannschaftsmehrkampf: 10. Platz

- Barbara Zięba
Einzelmehrkampf: 46. Platz
Boden: 64. Platz
Pferdsprung: 51. Platz
Stufenbarren: 50. Platz
Schwebebalken: 49. Platz
Mannschaftsmehrkampf: 10. Platz

- Grażyna Witkowska
Einzelmehrkampf: 55. Platz
Boden: 43. Platz
Pferdsprung: 68. Platz
Stufenbarren: 37. Platz
Schwebebalken: 70. Platz
Mannschaftsmehrkampf: 10. Platz

- Halina Daniec
Einzelmehrkampf: 67. Platz
Boden: 56. Platz
Pferdsprung: 63. Platz
Stufenbarren: 45. Platz
Schwebebalken: 85. Platz
Mannschaftsmehrkampf: 10. Platz

- Małgorzata Chojnacka
Einzelmehrkampf: 82. Platz
Boden: 66. Platz
Pferdsprung: 84. Platz
Stufenbarren: 61. Platz
Schwebebalken: 88. Platz
Mannschaftsmehrkampf: 10. Platz

### Volleyball
Männer
- 5. Platz
Aleksander Skiba
Edward Skorek
Hubert Wagner
Jerzy Szymczyk
Romuald Paszkiewicz
Stanisław Gościniak
Stanisław Zduńczyk
Tadeusz Siwek
Wojciech Rutkowski
Zbigniew Jasiukiewicz
Zbigniew Zarzycki
Zdzisław Ambroziak

Frauen
- Bronze 
Krystyna Czajkowska-Rawska
Krystyna Jakubowska
Krystyna Krupa
Józefa Ledwig
Zofia Szcześniewska
Elżbieta Porzec-Nowak
Wanda Wiecha-Wanot
Lidia Chmielnicka
Barbara Niemczyk
Halina Aszkiełowicz
Jadwiga Marko-Książek
Krystyna Ostromęcka-Guryn

### Wasserspringen
Männer
- Jakub Puchow
3 m Kunstspringen: 15. Platz
10 m Turmspringen: 21. Platz

- Jerzy Kowalewski
3 m Kunstspringen: 21. Platz
10 m Turmspringen: 22. Platz

- Włodzimierz Mejsak
10 m Turmspringen: 13. Platz

Frauen
- Elżbieta Wierniuk
3 m Kunstspringen: 11. Platz
10 m Turmspringen: 15. Platz

- Bogusława Pietkiewicz
3 m Kunstspringen: 20. Platz
10 m Turmspringen: 5. Platz